# Vetkovskij Biologitjeskij Zakaznik
Vetkovskij Biologitjeskij Zakaznik (ryska: Ветковский Биологический Заказник) är ett naturreservat i Belarus.   Det ligger i voblasten Homels voblast, i den östra delen av landet, 280 km sydost om huvudstaden Minsk.
Trakten runt Vetkovskij Biologitjeskij Zakaznik består till största delen av jordbruksmark. Runt Vetkovskij Biologitjeskij Zakaznik är det glesbefolkat, med 10 invånare per kvadratkilometer.